# Kreshnik Xhiku
Kreshnik Xhiku es un escultor nacido en Albania y residente en Estados Unidos. Es autor del Monumento a Skanderberg en Míchigan.

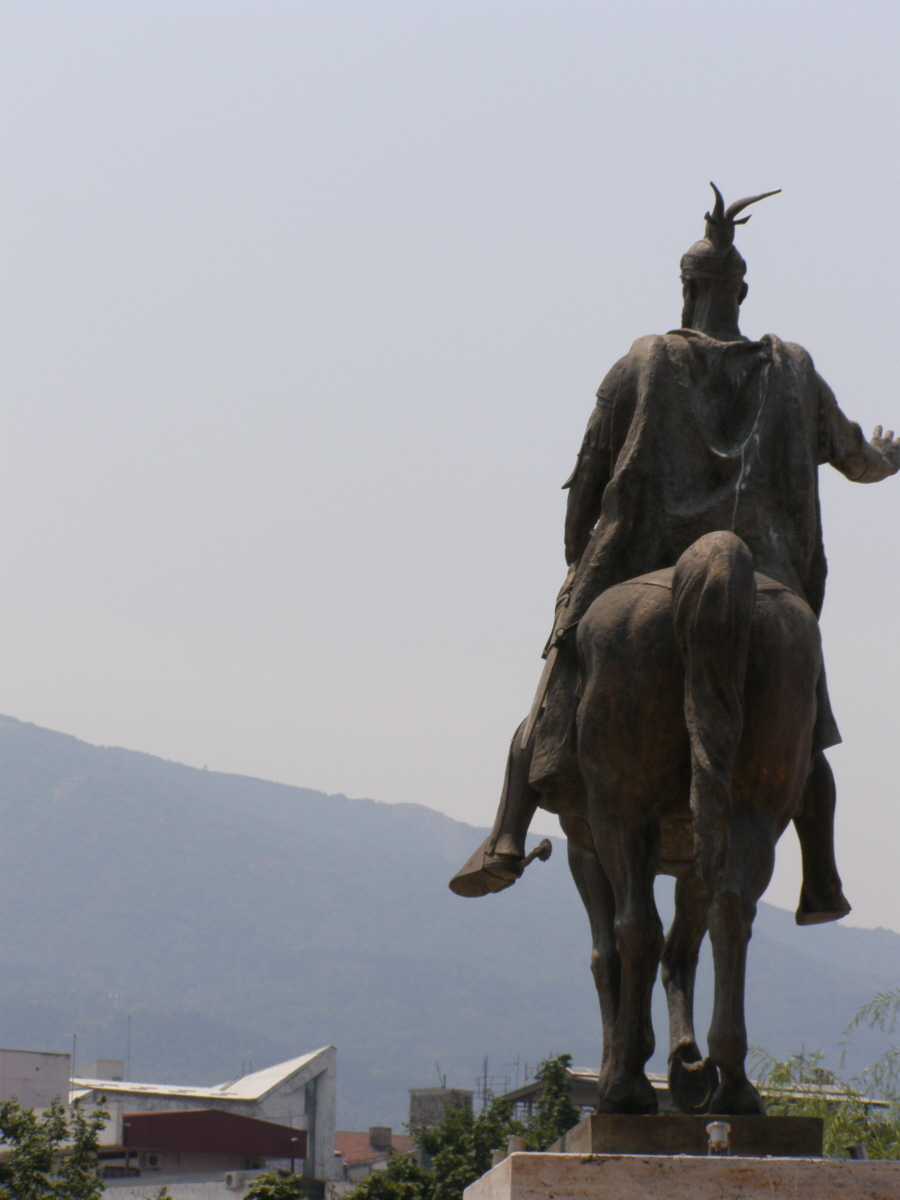
Estatua de Skanderberg en Macedonia.

## Obras

### La estatua ecuestre de Skanderberg en Míchigan
El monumento de Skanderbeg fue inaugurado 24 de septiembre de 2006, en presencia de varios miles de personas, entre ellas el arzobispo de Detroit, el cardenal Adam Maida y el presidente de Albania, Alfred Moisiu. Fue instalado en el lado de una carretera y la entrada al patio de  Iglesia Católica albanesa de St. Paul, en Rocester Hills, a unos 40 kilómetros al norte de Detroit. Uno de los iniciadores de este evento es el Dom Antón Kqira. La escultura es el fruto del trabajo de un año del escultor albano-estadounidense.
El concurso para la ejecución del monumento lo ganó en mayo de 2005.   42°38′5″N 83°8′30″O / 42.63472, -83.14167

### La estatua ecuestre de Skanderberg en Macedonia
Instalado en un parque de Skopje , obtuvo el premio para la ejecución del monumento en febrero de 2006.     41°59′57″N 21°26′13″E / 41.99917, 21.43694

### Otras obras
- Monumento a la Madre Teresa

En la Ciudad de Cleveland , en el extremo norte de Martin Luther King Drive. 
- "La alfombra" de Washington

La escultura titulada The Rug, "La alfombra", ganó el concurso convocado por la Liga de Arte y la Washington Square Limited Partnership. La pieza se exhibió en el edificio de la Washington Square, en 2004. La obra es una pieza plana rectangular que cuelga desde el techo. Las Hecha de maderas que componen espacios llenos y vacíos.